# Đường Ý Tông
Đường Ý Tông (chữ Hán: 唐懿宗; 28 tháng 12 năm 833 - 15 tháng 8 năm 873), húy Lý Thôi (李漼), là vị hoàng đế thứ 18 hay 20 của triều đại nhà Đường trong lịch sử Trung Quốc.
Đường Ý Tông là Hoàng trưởng tử của Đường Tuyên Tông, hoàng đế thứ 17 của Đại Đường. Mặc dù mang thân phận trưởng tử nhưng Ý Tông không được vua cha yêu quý và không được lập làm Hoàng thái tử. Khi Tuyên Tông băng hà vào năm 859, hoạn quan Vương Tông Thật tiêu diệt những người chống đối và ủng hộ Lý Ôn điện hạ làm vua thay vì Quỳ vương Lý Tư - hoàng tử được Tuyên Tông muôn phần yêu quý.
Trong 14 năm tại vị, Ý Tông bỏ bê triều chính, rượu chè yến tiệc, ham mê tửu sắc, tăng thuế nhân dân để phục vụ cho những nhu cầu xa xỉ của bản thân ông, tiêu dùng kiệt quệ ngân khố được cha mình là Đường Tuyên Tông đã dày công tích luỹ, khiến lòng người oán hận. Vì thế đến cuối thời đại Ý Tông, Đại Đường lâm vào cảnh rối loạn, đói kém, dịch bệnh hoành hành đến nỗi người ăn thịt người, kèm theo đó là sự nổi dậy của các thủ lĩnh nông dân khiến triều đại này rơi vào tình trạng suy yếu cực độ đến mức không thể cứu vãn. Năm 873, Ý Tông qua đời, ngôi hoàng đế được truyền cho người con trai mới 11 tuổi là Lý Nghiễm, tức Đường Hi Tông.

## Thân thế và tuổi trẻ
Đường Ý Tông Lý Thôi, bổn danh Lý Ôn (李溫), là con trai trưởng của Đường Tuyên Tông Lý Thầm. Mẹ ông là Nguyên Chiêu hoàng hậu Triều thị. Ông chào đời vào ngày 28 tháng 12 năm 833, tức ngày 14 tháng 11 ÂL năm Thái Hòa thứ 7 thời Đường Văn Tông - người anh họ của ông. Khi đó Tuyên Tông còn mang tước vị Quang vương, do đó Lý Ôn sinh ra tại Quang vương phủ để. Sau khi Văn Tông băng hà mà không có con thừa tự, hoàng đệ là Đường Vũ Tông Lý Viêm được lập lên ngôi. Đến năm 846, Vũ Tông cũng băng hà, Quang vương Lý Thầm được các hoạn quan ủng hộ, đưa lên ngôi vị Hoàng đế, tức Đường Tuyên Tông.
Trong năm này, Tuyên Tông phong vương cho năm vị hoàng tử của mình, trong đó có Lý Ôn, ông được nhận tước hiệu Vận vương (郓王). Mẹ của ông là Triều thị chỉ được phong làm Mỹ nhân, cấp bậc tương đối thấp trong hàng ngũ chúng tần phi chốn hậu cung. Triều thị qua đời vào những năm Đại Trung (846 - 859) rồi được truy phong tước vị Chiêu dung cao quý hơn.

## Được chọn lên ngôi
Lý Ôn tuy là con trưởng nhưng không được sự yêu thương của Đường Tuyên Tông. Sau khi vua cha lên ngôi, ông chỉ được bố trí ở Thập lục trạch, nơi ở của các thân vương trong triều đình thay vì được lập làm Hoàng thái tử chính vị Trữ quân và sống tại Đông cung; trong khi đó hoàng đệ của ông là Quỳ vương Lý Tư điện hạ lại nhận được sự sủng ái của vua cha và được sống trong hoàng cung xa hoa, lộng lẫy. Tuyên Tông từng có ý lập Lý Tư làm Trữ quân để kế thừa đại thống, nhưng vì Lý Tư không phải là con đích trưởng nên mới do dự không quyết, cuối cùng thì trong suốt 13 năm tại vị lại không bao giờ lập Thái tử.
Những năm cuối đời, Tuyên Tông tin theo chuyện thần tiên ma quỷ và mong được trường sinh bất tử. Năm 858, Tuyên Tông đã cho triệu đạo sĩ Hiên Viên Tập từ núi Phù La về kinh để giúp mình luyện đan. Đến năm 859, do lạm dụng đan dược của bọn đạo sĩ Ngu Tử Chi và Vương Nhạc nên Tuyên Tông trở nên nóng nảy thất thường rồi bị nổi ung nhọt ở lưng. Tháng 8 ÂL bệnh trở nặng, tể tướng và triều thần muốn vào gặp nhưng không được. Biết khó qua khỏi, Tuyên Tông quyết định chọn Lý Tư là hoàng đế kế vị, phó thác cho các đại thần Xa mật sứ Vương Quy Trường, Mã Công Nho, Tuyên Huy nam viện sự Vương Cư Phương... Ba người này bất hòa với hoạn quan Vương Mậu Huyền, người giữ chức Hữu quân Trung úy và cai quản đội quân Thần Sách. Tả trung úy Thần Sách quân Vương Tông Thật bị ba người lập mưu biếm chức đến Hoài Nam làm giám quân. Ngày 7 tháng 9, Tả quân phó sứ Nguyên Thật khuyên Tông Thật nên đến yết kiến Tuyên Tông trước khi rời đi, nhưng khi Tông Thật chưa vào điện thì Tuyên Tông đã băng rồi. Tông Thật nhân đó lật ngược lại thế cờ, giả chiếu chỉ rồi sai Tề Nguyên Giản đón Vận vương Ôn vào cung.
Ngày Nhâm Thìn (9 tháng 9), hoạn quan giả di chiếu lập Lý Ôn làm Hoàng thái tử, đổi tên là Lý Thôi. Vương Quy Trường, Mã Công Nho, Vương Cư Phương bị gán tội rồi bị giết. Ngày Quý Tị (10 tháng 9) cùng năm, triều đình tuyên bố Hoàng đế băng hà, tuyên di chiếu cho Lệnh Hồ Đào nhiếp Trùng tể. Ngày Bính Thân (13 tháng 9) cùng năm, Hoàng thái tử Lý Thôi tức Hoàng đế vị, sách sử gọi là Đường Ý Tông.

## Hoàng đế nhà Đường

### Sơ kì (859 - 863)
Không bao lâu sau khi lên ngôi, Ý Tông đại xá trong nước. Vào tháng 11 ÂL năm này, tể tướng Tiêu Nghiệp bị bãi chức, dời làm Tiết độ sứ Kinh Nam. Đầu năm 860, Ý Tông lấy Hàn Lâm học sĩ thừa chỉ, Binh bộ thị lang Đỗ Thẩm Quyền làm Đồng bình chương sự. Những năm Tuyên Tông, tể tướng Lệnh Hồ Đào nắm quyền triều chính lâu ngày, áp chế đại thần, chuyên quyền đốc đoán. Vì thế không lâu sau khi lên ngôi, Ý Tông quyết định bãi chức của Lệnh Hồ Đào, sung làm Tiết độ sứ Hà Trung. Cựu tể tướng Bạch Mẫn Trung được phục chức, phong Môn Hạ thị lang, Đồng bình chương sự, nắm quyền trong triều.
Cũng vào đầu năm 860, Đại Đường và Nam Chiếu (đời vua Mông Thế Long) xảy ra một cuộc tranh chấp. Lúc Tuyên Tông giá băng, Nam Chiếu sai sứ sang viếng tang. Khi vua Nam Chiếu là Mông Khuyến Phong Hữu chết, con là Mông Thế Long nối ngôi thì triều Đường lấy cớ Mông Thế Long phạm húy vào tên của Đường Thái Tông (Lý Thế Dân) và Đường Huyền Tông (Lý Long Cơ) nên không hạ chiếu sắc phong cho Mông Thế Long. Mông Thế Long tức giận, tự xưng là hoàng đế, đặt tên nước là Đại Lễ, cải nguyên Kiến Cực và cho quân xâm phạm vào biên cương Còn ở bên trong có cường đạo ở Chiết Đông là Cừu Phủ tác loạn, dẫn quân đánh phá các châu, huyện, quân triều đình nhiều lúc gặp bất lợi. Trong năm 860, triều đình cử Vương Thức cầm quân đánh dẹp, đến mùa thu cùng năm thì dẹp yên được cuộc khởi nghĩa, Cừu Phủ bị bắt đưa về kinh và bị xử tử. Vương Thức được thăng chức Kiểm giáo hữu tán kị thường thị, các tướng dưới quyền đều được ban thưởng.
Không lâu sau khi tái nhiệm chức tể tướng, Bạch Mẫn Trung lên triều yết kiến Ý Tông thì bỗng bị ngã và bị thương nặng. Vì thế Mẫn Trung năm lần dâng biểu lên Ý Tông xin từ chức. 
Tháng 11 ÂL năm 860, Ý Tông đổi niên hiệu thành Hàm Thông năm thứ nhất, xá thiên hạ. Trong những năm này, quân Nam Chiếu (đời vua Mông Thế Long) liên tục quấy phá vào vùng biên, ban đầu Nam Chiếu liên kết với người dân nổi dậy ở An Nam đô hộ phủ công phá quận Giao chỉ, chiếm phủ thành An Nam đô hộ phủ là Tống Bình, Đô hộ Lý Vũ phải bỏ trốn. 
Cuối năm 860, Ý Tông truy tặng quan chức cho cố tể tướng Lý Đức Dụ là Thiếu bảo, Tả bộc xạ, tước Vệ quốc công. Không lâu sau, tể tướng Hạ Hầu Tư bị bãi, sung làm Tiết độ sứ Tây Xuyên.
Mùa xuân, tháng giêng năm 861, Ý Tông phát quân Ung, Quản và các đạo lân cận sang An Nam độ hộ phủ cứu Lý Vũ, đánh lại Nam Chiếu. Mãi đến giữa năm 861, triều đình phái Vương Khoan là Kinh lược sứ cùng với thổ quân của Lý Vũ hợp sức mới bình dẹp được quân Nam Chiếu, lấy lại phủ thành An Nam đô hộ phủ là Tống Bình. Nhưng ngay sau đó, vua Mông Thế Long của Nam Chiếu lại tấn công vào Ung châu và bao vây nơi này, cướp bóc của cải. 
Mãi đến năm 861, Ý Tông mới quyết định đổi Bạch Mẫn Trung làm Tiết độ sứ Phượng Tường và phong cho Đỗ Tông lên đảm nhận tứ vị. 
Đầu năm 862, tể tướng Tưởng Thân bị biếm chức. Trong lúc đất nước bắt đầu hỗn loạn thì Ý Tông lại bỏ bê triều chính. Ông tôn thờ Phật giáo một cách thái quá, thường triệu sư tăng vào cung thuyết pháp, nhiều lần ghé thăm các ngôi chùa và lãng phí tiền bạc cho việc tôn thờ Đức Phật. Lại bộ thị lang Tiêu Phỏng dâng sớ can ngăn, Ý Tông khen ngợi là thẳng thắn nhưng lại không làm theo. 
Sang tháng 2 năm 862, vua Mông Thế Long của Nam Chiếu lại tấn công vào An Nam đô hộ phủ một lần nữa. Vương Khoan mấy lần sai sứ cáo cấp. Triều đình phải ra lệnh cho Thái Tập dẫn 30.000 quân tới giải nguy cho An Nam đô hộ phủ thì người Nam Chiếu mới tạm lui.
Tháng 7 ÂL cùng năm 862, quân lính Từ châu nổi dậy, đuổi Tiết độ sứ Ôn Chương. Triều đình phải cho đổi Ôn Chương làm Bân Ninh tiết độ sứ. Cũng trong năm này, Hạ Hầu Tư lại được thăng chức Tả bộc xạ, Đồng bình chương sự (tể tướng). 
Trong lúc đó Thái Tập ở An Nam đô hộ phủ dâng biểu xin triều đình giữ 5000 quân ở lại Giao châu phòng bị người Man tấn công, triều đình không theo. Do đó chẳng mấy lâu sau thì vua Mông Thế Long của Nam Chiếu lại kéo 50.000 quân đến tấn công vào An Nam đô hộ phủ vào tháng 10 cùng năm 862. Ý Tông sai lấy quân hai đạo Kinh Nam, Hồ Nam 2.000 người và nghĩa chinh ở Quế Quản 3.000 người đến Ung Châu chịu lệnh tiết chế của Trịnh Ngu để sang cứu Thái Tập. Tháng 12 năm 862, Thái Tập lại xin thêm quân, Ý Tông sắc cho Sơn Nam đông đạo đem 1.000 quân cung nỏ sang cứu.
Quân Nam Chiếu nhanh chóng chiếm thành Tống Bình (nay là Hà Nội, Việt Nam), tiêu diệt toàn bộ quân Đường của Thái Tập (Thái Tập phải nhảy xuống biển tự tử vào tháng 1 năm 863), rồi kiểm soát được vùng đất này. Một tướng nhà Đường là Tống Nhung tự lập làm Kinh lược sứ An Nam đô hộ rồi chống cự quân Nam Chiếu. Tuy nhiên Tống Nhung nhanh chóng bị quân Nam Chiếu giết chết. Vua Nam Chiếu là Mông Thế Long cho thuộc hạ là Đoàn Tù Thiên làm tiết độ sứ phủ Giao Châu.
Vào năm 863, giặc cướp tấn công vào Từ châu, giết chết quan lại nhưng sớm bị dẹp yên. Khi đó tả trung úy Dương Huyền Giá có giao tình với Dương Thu nên tiến cử ông này lên làm tể tướng, trong khi tể tướng Đỗ Thẩm bị biếm chức làm Tiết độ sứ Trấn Hải và Đỗ Tông cũng bị biếm làm Tiết độ sứ Phượng Tường.
Trong thời kỳ cai trị của Ý Tông, vua Đại Kiền Hoảng của vương quốc Bột Hải tiếp tục tiến hành bang giao với nhà Đường.

### Trung kì (864 - 869)
Đầu năm 864, tiết độ sứ Chiêu Nghĩa là Thẩm Tuân bị gia nô Quý Tần giết chết, triều đình cử Kinh triệu doãn Lý Tân thay thế. Trong lúc này ở An Nam đô hộ phủ, triều đình phái Khang Thừa Huấn dẫn quân chống lại quân Nam Chiếu nhưng không giành được thắng lợi quyết định. Trong lúc đó thì Khang Thừa Huấn đóng quân ở ngoài sợ bị nghi ngờ nên từ chức, triều đình mới cử Cao Biền sang An Nam đô hộ phủ vào tháng 7 năm 864 để đánh đuổi quân Nam Chiếu. Cuộc chiến giữa nhà Đường và quân Nam Chiếu (đời vua Mông Thế Long) tiếp tục diễn ra ở An Nam đô hộ phủ. 
Cuối năm 864, tể tướng Hạ Hầu Tư bị bãi. Tháng 3 ÂL năm 865, tể tướng Tiêu Trí qua đời, Ý Tông phong cho Cao Cừ lên thay vào vị trí này. Tháng 7 năm 865, Cao Biền sửa quân ở trấn Hải Môn. Cao Biền đem hơn 5.000 quân Đường vượt biển đi trước. Tháng 9 năm 865, Cao Biền đến Nam Định, Phong Châu, quân Man và quân Nam Chiếu gần 50.000 đương gặt lúa, Cao Biền ập đến đánh tan, chém được bọn Trương Thuyên, thu lấy số lúa đã gặt để nuôi quân.
Đầu năm 866, thái hoàng thái hậu Trịnh thị băng hà, tôn thụy là Hiếu Minh hoàng hậu; cũng trong năm đó thì Dương Thu phạm tội, bị bãi chức. Trong khi đó thì quan hệ của nhà Đường với Nam Chiếu (đời vua Mông Thế Long) lại ngày một xấu đi, nhất là khi Nam Chiếu nhiều lần tấn công vào trấn Tây Xuyên gần vùng biên giới nhà Đường. Ý Tông trong khi đó lại quyết định tách Tây Xuyên làm hai trấn là Tây Xuyên và Định Biên gồm 7 châu thuộc trấn Tây Xuyên cũ, bổ nhiệm Lý Sư Vọng làm Tiết độ sứ Định Biên và dời trụ sở của trấn này đến Tây châu, một nơi không thích hợp làm căn cứ cho việc phòng thủ. Cuối cùng thì quân Nam Chiếu tấn công ngày một dữ dội vào biên cương và triều đình nhà Đường đối phó một cách lúng túng và kém hiệu quả.
Tháng 4 năm 866, vua Mông Thế Long của Nam Chiếu sai Trương Tập giúp Đoàn Tù Thiên đánh Giao Châu, cho Phạm Nật Ta làm Đô thống Giao Châu. Giám trận nhà Đường sai Vi Trọng Tể đem hơn 7.000 quân đến Phong Châu. Cao Biền được thêm quân, tiến đánh quân Nam Chiếu, nhiều lần đánh tan được. Tháng ấy, Cao Biền đánh tan quân Nam Chiếu, giết và bắt sống rất nhiều. Nam Chiếu thu quân còn sót chạy vào châu thành Tống Bình cố giữ. Mùa đông, tháng 10 năm 866, Cao Biền vây châu thành Tống Bình hơn 10 ngày, người Man và quân Nam Chiếu rất khốn quẫn. Cao Biền đến nơi đốc thúc khích lệ tướng sĩ, lấy được thành Tống Bình, giết Đoàn Tù Thiên và Chu Cổ Đạo là người thổ man dẫn đường cho quân Nam Chiếu, chém hơn 30.000 thủ cấp. Quân Nam Chiếu rút đi, Cao Biền lại phá được hai động thổ man đã theo Nam Chiếu, giết tù trưởng. Người thổ man rủ nhau quy phục quân Đường của Cao Biền đến 17.000 người. Nhà Đường mới giành lại quyền kiểm soát An Nam đô hộ phủ sau 3 năm bị quân Nam Chiếu chiếm đóng. Ý Tông theo thỉnh cầu của Cao Biền, thăng An Nam đô hộ phủ lên thành Tĩnh Hải quân (điều này tương tự như việc Hán Hiến Đế đã làm năm 203 theo tờ biểu của thứ sử Trương Tân và Thái thú quận Giao Chỉ là Sĩ Nhiếp, cho bộ Giao Chỉ được lập thành Giao Châu, coi ngang hàng như các đơn vị hành chính ở Trung Quốc). Lúc này An Nam đô hộ phủ trở thành Tĩnh Hải quân cũng giống như các "quân" (đơn vị hành chính) ở Trung Quốc với người đứng đầu có chức danh là Tiết độ sứ. 
Cùng năm 866 Tĩnh Hải quân Tiết độ sứ Cao Biền cho đắp thành công ngôi thành Đại La ở Tĩnh Hải quân. Theo các truyền thuyết của Việt Nam, trong 2 năm 866 và 867, Cao Biền đã cho trấn yểm và phá long mạch ở Tĩnh Hải quân nhằm không cho dân bản địa ở Tĩnh Hải quân có long mạch đứng lên xưng vương, xưng đế, giành độc lập khỏi nhà Đường. 
Năm 868, Cao Biền được Ý Tông triệu hồi về Trường An giữ chức Hữu kim ngô đại tướng quân. Cao Biền thỉnh triều đình để tụng tôn Cao Tầm (高潯), người đã lập được nhiều công lao trong chiến dịch chống Nam Chiếu, được kế nhiệm giữ chức Tĩnh Hải quân tiết độ sứ (cai trị Tĩnh Hải quân), và được Ý Tông chấp thuận.
Vào năm 868, binh lính ở Từ châu làm loạn dưới sự chỉ huy của Bàng Huân. Khi trước vào năm 864 để đối phó với các cuộc tấn công của nước Nam Chiếu, Ý Tông đã hạ lệnh tuyển mộ 3000 quân sĩ ở Từ châu đến phòng thủ ở Quế châu trong vòng ba năm. Nhưng khi thời hạn đã hết vào năm 868 thì Từ Tứ quan sát sứ Thôi Ngạn Tăng muốn binh sĩ ở lại phòng thủ thêm một năm nữa, khiến quân sĩ nổi giận. Họ cùng nhau nổi dậy chống lại triều đình, tôn Lương liệu phán quan Bàng Huân làm thủ lĩnh. Quân nổi dậy cướp bóc khắp nơi rồi trở về Từ châu, quan lại địa phương không sao chống lại được. Sau nỗ lực hòa giải hòa giải thất bại của triều đình, quân nổi dậy trở về Từ châu vào tháng 9 ÂL năm 868 và chiếm giữ nơi này, gây sức ép buộc triều đình chấp thuận cho họ chiếm giữ. Không được chấp thuận, quân Từ châu tiến hành cướp bóc, quấy nhiễu các vùng lân cận, triều đình cũng không thể ngăn chặn. Đến tháng 10 ÂL, loạn binh chiếm được Bành Thành, Bàng Huân dâng biểu cầu phong lên triều đình, Ý Tông không chấp nhận. Do vậy, Bàng Huân chính thức tuyên bố li khai. Ý Tông bèn cử Hữu kim ngô đại tướng quân Khang Thừa Huấn làm Nghĩa Thành tiết độ sứ, Từ châu hành doanh đô chiêu thảo sứ; Thần Vũ đại tướng quân Vương Yến Quyền làm Từ châu bắc diện hành doanh chiêu thảo sứ; Vũ Lâm tướng quân Đái Khả Sư làm Từ châu nam diện hành doanh chiêu thảo sứ, kết hợp với binh lực của các bộ tộc Sa Đà, Khiết Đan, Thổ Dục Hồn... cùng nhau tiến đánh Bàng Huân. Chiến sự kéo dài sang năm 869. Vào cuối năm này, Khang Thừa Huấn mới chiếm lại được Từ châu, Bàng Huân tử trận. Ngày Tân Sửu tháng 10 năm đó, cuộc nổi dậy bị đánh dẹp hoàn toàn.
Năm 869, vua Tân La Cảnh Văn Vương của nước Tân La cử thái tử Kim Trinh đến Đường (đời vua Đường Ý Tông) cùng với Kim Dận (Kim Yun).
Cuối năm 869, Lý Sư Vọng giết chết sứ giả Nam Chiếu là Dương Tù Khánh, khiến hoàng đế Nam Chiếu là Mông Thế Long tức giận. Mông Thế Long đem quân Nam Chiếu tấn công vào trấn Định Biên của nhà Đường. Lý Sư Vọng không chống đỡ nổi, triều đình nhà Đường lại phải cử Đậu Bàng lên thay Lý Sư Vọng nhưng cũng không thể đánh bại Nam Chiếu. Sau đó Nam Chiếu chiếm được nhiều vùng đất gần biên giới, bao vây Thành Đô nhà Đường. Cuối cùng Ý Tông bổ nhiệm Cao Biền làm Tây Xuyên tiết độ sứ, sáp nhập Định Biên vào Tây Xuyên như cũ. Cao Biền đắp Thành Đô phủ bằng gạch, tăng cường phòng ngự công sự. Trong bối cảnh có nhiều trọng binh trú trát, bức bách, quân Nam Chiếu rút lui, đất Thục chuyển nguy thành an. Tuy nhiên triều đình nhà Đường cũng tổn thất nặng nề về nhân mạng và của cải.

### Hậu kì (870 - 873)
Năm 870, do sự gièm pha của tể tướng Lộ Nham cùng Hàn lâm học sĩ Vi Bảo Hành (chồng của công chúa Đồng Xương), Ý Tông đã hạ lệnh bãi chức của Khang Thừa Huấn và lưu đày ông ta đến Ân châu làm Tư mã. Tể tướng Tào Xác cũng bị bãi chức, dời làm Tiết độ sứ Trấn Hải. Con rể Ý Tông là Vi Bảo Hành được phong làm tể tướng.
Cùng năm 870 nước Nam Chiếu (đời vua Mông Thế Long) tiến quân đánh vào Thành Đô nhà Đường (đời vua Đường Ý Tông), một quan lại là Dương Khánh Phục (楊慶復) mộ được một đội quân gọi là "Đột Tương" (突將) đến tăng viện, đánh đuổi quân Nam Chiếu ra khỏi Thành Đô. Dương Khánh Phục và quân "Đột Tương" ở lại trấn thủ Thành Đô nhà Đường.
Tháng 8 ÂL năm 870, con gái yêu của Ý Tông là Đồng Xương công chúa lâm bệnh qua đời. Ý Tông cảm thấy đau buồn và tức giận, đã cho giết Hàn lâm y quan Hàn Tông Thiệu và hơn 20 người khác do không tận tình cứu chữa cho công chúa; thân tộc của họ bị giam vào ngục ở Kinh Triệu. Tể tướng Lưu Chiêm và Kinh Triệu doãn Ôn Chương nghe tin đều dâng lời can gián, nhưng Ý Tông không nghe. Không lâu sau, Lưu Chiêm bị bãi làm Khang châu thứ sử rồi lại bị đày ra Hoan châu; và Ôn Chương bị bãi làm Chấn Chân tư mã, Ôn Chương uất ức tự vẫn. Các đại thần thân tín với Lưu Chiêm như Cao Tương, Dương Tri Chí, Ngụy Đương đều bị đày đến Lĩnh Nam do sự xúi giục của Vi Bảo Hành. Sau đó Bảo Hành còn hợp mưu với Lộ Nham hạ độc giết chết Lưu Chiêm. 
Đầu năm 871, triều đình tổ chức lễ tang cho Đồng Xương công chúa, truy tặng là Vệ Quốc Văn Ý công chúa. Chi phí dùng cho buổi lễ này cực kì tốn kém, thể hiện sự xa xỉ tột cùng của vua Ý Tông. Do triều đình hỏa táng công chúa và đốt theo rất nhiều vàng bạc nên nhà họ Vi cũng thừa nước đục thả câu, tranh thủ kiếm chác được rất nhiều kim ngân còn sót lại từ trong đống tro tàn. Ý Tông còn dùng quần áo, phục sức mỗi loại 120 cái để chôn theo công chúa, còn cẩm tú, châu ngọc cùng nhiều vật dụng khác cũng nhiều vô kể, đến nỗi những người đứng cách xa 120 lý cũng nhìn thấy ánh sáng từ những vật dụng này chiếu vào mắt. Ý Tông còn ban 100 hộc rượu, bánh và 40 con thác đà cho nhà họ Vi. Ông cùng Quách Thục phi (mẹ Đồng Xương) vô cùng thương nhớ công chúa nên đã hạ lệnh cho nhạc công sáng tác ra khúc thán bách niên có âm điệu ai oán thê lương, cho nghệ sĩ biểu diễn. Số nghệ sĩ là hơn 100 người, được bố trí vàng bạc châu báu làm thủ sức, dùng một tấm lụa dài 800 thất làm thảm múa. Khi những người này ca múa xong thì vàng bạc rơi đầy bao phủ khắp cung điện.
Sau khi công chúa qua đời, nhà họ Vi vẫn được Ý Tông đối xử rất tử tế, Vi Bảo Hành làm tể tướng và rất được tín nhiệm, cùng với Lộ Nham nắm quyền triều chính; nhưng sau đó thì hai người bất hòa với nhau, Bảo Hành tố cáo Lộ Nham trước mặt Ý Tông, khiến Nham bị biếm làm Tiết độ sứ Tây Xuyên. Từ đó một mình Vi Bảo Hành nắm quyền, chuyên quyền bất pháp, hãm hại những người không cùng phe cánh, uy chấn trong ngoài, tham ô hối lộ khiến nền chính trị ngày một xuống dốc. 
Khi vừa lên ngôi vua Bột Hải trong năm 871, vua Bột Hải Minh Tông của vương quốc Bột Hải phái sứ giả sang nhà Đường (đời Đường Ý Tông) để triều cống.
Đầu năm 872 Ý Tông phong cho Lưu Nghiệp cùng Triệu Ẩn lên nắm giữ tướng vị cùng với Vi Bảo Hành. Ngoài ra đối với nhà ngoại của công chúa là Quách thị, Ý Tông cũng hết sức che chở. Năm 872, em Quách Thục phi mưu đồ đại sự, đại thần Vi Ân Dụ tố giác lên triều đình. Ý Tông không những không tra xét mà còn đánh chết Ân Dụ. Sau đó mỗi khi đại thần nào tố cáo người của Quách thị thì đều bị quở mắng hay xử phạt rất nặng. Lúc này thì hoàng thất, đặc biệt là các công chúa ngày một kiêu ngạo, hống hách, dâm loạn không còn biết tới tôn ti lễ giáo gì nữa.
Cùng năm 872, vua Bột Hải Minh Tông của vương quốc Bột Hải phái sứ giả sang nhà Đường (đời Đường Ý Tông) để triều cống lần 2.
Tháng 3 ÂL năm 873, Ý Tông cho rằng có cốt Phật ở trong chùa Pháp Môn, bèn sai sứ nghênh đón về cung. Quần thần cực lực can gián, nói rằng xưa kia Hiến Tông hoàng đế cũng băng hà không lâu sau khi đón cốt Phật về cung. Nhưng vua Ý Tông không nghe mà lại bảo rằng:
Bình sinh trẫm được thấy cốt Phật một lần rồi có chết cũng không hối hận.
Buổi lễ rước Phật được tổ chức rất xa hoa và tốn kém, đến tháng 4 ÂL thì Phật cốt được đưa vào kinh sư. Ý Tông ngự ở An Phúc môn, đích thân đến bái lạy, vừa bái vừa khóc, lại ban thưởng vàng bạc cho những phụ lão trong kinh thành từng thấy việc rước cốt Phật đời Nguyên Hòa khi trước. Rồi nghênh Phật cốt vào cấm cung, ba ngày sau mới đưa sang chùa An Quốc Sùng Hóa. Ít lâu sau Vi Bảo Hành lại gièm pha và bãi chức của tể tướng khác là Vương Đạc.
Cùng năm 873, vua Bột Hải Minh Tông của vương quốc Bột Hải phái sứ giả sang nhà Đường (đời Đường Ý Tông) để triều cống lần 3.
Trong năm 873 quân Đường tiến hành đánh đuổi quân Nam Chiếu (đời vua Mông Thế Long) ra khỏi Tứ Xuyên và đẩy lùi quân Nam Chiếu về Vân Nam.
Ngày 12 tháng 8 năm 873 (Mậu Dần tháng 7 ÂL), Ý Tông lâm bệnh rất nặng không thể dậy được. Do trước đó ông không lập thái tử nên các hoạn quan là Tả, hữu trung úy Lưu Hành Thâm, Hàn Văn Ước giả chiếu lệnh lập người con mới 11 tuổi của ông là Phổ vương Lý Nghiễm làm Hoàng thái tử vào ngày 14. Hôm sau, 15 tháng 8 (Tân Tị tháng 7 ÂL), Ý Tông băng ở điện Hàm Ninh, thọ 41 tuổi. Di chiếu cho Vi Bảo Hành nhiếp trùng tể. Lý Nghiễm đăng cơ, đổi tên là Huyên, xưng là Đường Hi Tông.

## Niên hiệu
Dưới đây là các niên hiệu của Đường Ý Tông (niên hiệu, chữ Hán, bính âm, khoảng thời gian)
- Đại Trung (大中 Dà chōng) 8/859-10/860[27]. Niên hiệu này là sự kéo dài niên hiệu dưới thời trị vì của vua cha là Đường Tuyên Tông.
- Hàm Thông (咸通 Xián tōng) 11/860-8/873[27]. Niên hiệu này còn được sử dụng cho tới tháng 11 năm 874 dưới thời Đường Hy Tông.

## Gia quyến
- Thân phụ: Đường Tuyên Tông Lý Di.
- Thân mẫu: Nguyên Chiêu hoàng hậu Triều thị (元昭皇后晁氏), không rõ quê quán. Từ nhỏ nhập cung hầu Tuyên Tông, sách phong Mỹ nhân, mất khoảng niên hiệu Đại Trung (847 - 860), lại tặng Chiêu dung (昭容). Khi Ý Tông lên, tôn làm Hoàng thái hậu, thượng thụy hiệu, phụng Thái Miếu bên cạnh Tuyên Tông. Ông còn cho xây lăng tẩm riêng cho mẹ mình, được gọi là Khánh lăng (慶陵)[28].
- Hậu phi:

1. Huệ An hoàng hậu Vương thị (惠安皇后王氏, ? - 866), nguyên là Quý phi. Sinh ra Đường Hy Tông Lý Huyên.
2. Cung Hiến hoàng hậu Vương thị (恭憲皇后王氏, ? - 867), cung nhân, gia thế bần hàn, nhờ tư sắc mà sủng hạnh. Sinh ra Đường Chiêu Tông Lý Diệp rồi chết do bệnh hậu sản.
3. Thục phi Quách thị (淑妃郭氏), tư sắc tuyệt đẹp, xưng là Trường An đệ nhất mỹ nhân (長安第一美人). Nghe đến mỹ danh, Vận vương Lý Thôi liền nạp làm sủng thiếp, khi đăng cơ phong làm Thục phi (淑妃). Bà sinh ra Đồng Xương công chúa (同昌公主), và gả cho Vi Bảo Hành (韦保衡), có tin đồn bà thường qua lại với Bảo Hành để tư thông. Sau loạn Hoàng Sào, không rõ tung tích.
4. Sở quốc phu nhân Dương thị (楚国夫人杨氏, 833 - 865), người Hoằng Nông, khi chết truy phong Quý phi.
5. Hàn Quốc phu nhân Vương thị (韩国夫人王氏, 844 - 870), người Thái Nguyên, sau khi mất được truy phong làm Đức phi (德妃), sinh ra Xương Ninh công chúa, thất lang, bát lang 3 người[29].
6. Tiệp dư Thôi thị (婕妤崔氏).
7. Tiệp dư Vương thị (婕妤王氏).

### Con cái

#### Trai
Ý Tông có tám con trai, Huệ An hoàng hậu sinh ra Đường Hy Tông, Cung Hiến hoàng hậu sinh ra Đường Chiêu Tông, mẹ đẻ của các vương tử khác không rõ.
1. Ngụy vương Lý Dật [魏王李佾]
2. Lương vương Lý Đĩnh [凉王李侹]
3. Thục vương Lý Cát [蜀王李佶]
4. Dĩnh vương → Hàm vương Lý Khản [咸王李侃]
5. Phổ vương → Đường Hy Tông Lý Huyên [李儇]
6. Cát vương Lý Bảo [吉王李保]
7. Thọ vương → Đường Chiêu Tông Lý Diệp [李晔]
8. Mục vương → Cung Ai thái tử Lý Ỷ [恭哀太子李倚]. Bị Lưu Quý Thuật sát hại, năm Thiên Phục thứ 1 (901) truy tặng thụy hiệu Cung Ai thái tử.

#### Gái
Sách Tân Đường thư chư đế công chúa liệt truyện viết rằng Đường Ý Tông có tám con gái, nhưng căn cứ vào Đường văn thập di quyển 34, Thôi Trí Viễn hạ phong công chúa biểu thì Đường Ý Tông có ít nhất là 11 con gái.
1. Vệ Quốc Văn Ý công chúa [卫国文懿公主] (mẹ đẻ là Thục phi Quách thị, ban đầu phong làm Đồng Xương công chúa [同昌公主], lấy Vi Bảo Hành [韦保衡], mất năm Hàm Thông thứ 10.
2. An Hóa công chúa [安化公主]
3. Phổ Khang công chúa [普康公主]
4. Xương Nguyên công chúa [昌元公主] (mất khoảng niên hiệu Hàm Thông).
5. Xương Ninh công chúa [昌宁公主] (mẹ đẻ là Hàn Quốc phu nhân Vương thị).
6. Kim Hoa công chúa [金华公主]
7. Nhân Thọ công chúa [仁寿公主]
8. Vĩnh Thọ công chúa [永寿公主]
9. Toại Ninh công chúa [遂宁公主] (con gái thứ 11).

## Điện Ảnh
1. Hoàng tử lưu lạc phim về cuộc đời của Đường Ý Tông Lý Ôn hay vua tây lương Tiết Bình Quý và vợ Vương hoàng hậu Vương Bảo Xuyến và Tây Lương vương Hậu.